# Composizioni di York Bowen

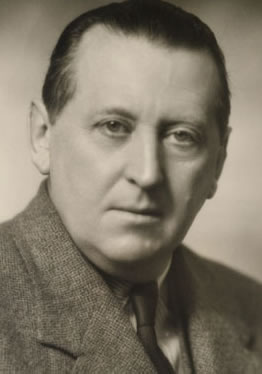
York Bowen

Lista delle composizioni di York Bowen (1884 – 1961).

## Orchestra
- 1902 - Sinfonia No.1 in sol maggiore, Op.4
- 1902 - The Lament of Tasso, poema sinfonico, Op.5
- 1904 - Concert Overture in sol maggiore, Op.15
- 1905 - Symphonic Fantasia, Op.16
- 1909 - Symphony No.2 in E minor, Op.31
- 1913 - At the Play, Op.50
- 1920 - Suite, Op.57
- 1922 - Eventide, Op.69
- 1929 - Festal Overture in re maggiore, Op.89
- 1940 - Somerset Suite
- 1942 - Symphonic Suite
- 1945 - Fantasy Overture on "Tom Bowling", Op.115
- 1951 - Sinfonia No.3 in mi minore, Op.137[1]
- 1951 - Three Pieces per orchestra: Prelude to a Comedy, Aubade e Toccata, Op.140[1]
- 1960 - Miniature Suite per orchestra giovanile o scolastica
- 1961 - Sinfonia No.4 in sol maggiore (inconclusa)

## Solisti e orchestra
- 1903 - Concerto per pianoforte No.1 in mi bemolle maggiore, Op.11
- 1905 - Concerto per pianoforte No.2 Concertstück in re minore, Op.17
- 1907 - Concerto No.3 Fantasia in sol minore, Op.23
- 1907 - Concerto per viola in do minore, Op.25
- 1913 - Concerto per violino in mi minore, Op.33
- 1924 - Rhapsody in re maggiore per violoncello e orchestra, Op.74
- 1929 - Concerto per pianoforte No.4 in la minore, Op.88
- 1949 - Arabesque per arpa e orchestra d'archi[1]
- 1955 - Concerto for corno, orchestra d'archi e timpani, Op.150
- 1957 - Sinfonietta Concertante per ottoni e orchestra

## Musica da banda
- The Hardy Tin Soldier

## Musica da camera
- Three Duos per violino e viola
- Miniature Suite per flauto e piano
- Miniature Suite per flauto, oboe, due clarinetti e fagotto
- Soliloquy and Frolic flauto solo
- Sonata per due flauti
- Romance in re bemolle maggiore per violino (o viola) e pianoforte
- Sonata in si minore per violino e pianoforte, Op. 7
- Fantasia in fa maggiore per viola e organo
- Sonata No. 1 in do minore per viola e pianoforte, Op. 18
- Allegro de Concert in re minore per violoncello (o viola) e pianoforte
- Sonata No. 2 in fa maggiore per viola e pianoforte, Op. 22
- Finale of English Suite per quartetto d'archi, dalla Suite on Londonderry Air composta insieme a Frank Bridge, Hamilton Harty, John David Davis e Eric Coates
- Phantasie Trio per violino, violoncello (o viola) e pianoforte, Op. 24
- Poem in sol bemolle maggiore per viola, arpa e organo, Op. 27
- Romance in la maggiore per violoncello e pianoforte
- Suite in re minore per violino e pianoforte, Op. 28
- Phantasie in mi minore per violino e pianoforte, Op. 34
- Serenade per violino e pianoforte
- Valse harmonique per violino e pianoforte
- Quartetto d'archi No. 2 in re minore, Op. 41
- Fantasia ("Fantasie Quartet") in mi minore per 4 viole, Op. 41 No. 1
- Quartetto d'archi No. 3 in sol maggiore, Op. 46
- Melody on the G-String in sol bemolle maggiore per violino (o viola) e pianoforte, Op. 47
- Melody for the C-String in fa maggiore per viola e pianoforte, Op. 51 No. 2
- Phantasy in fa maggiore per viola e pianoforte, Op. 54
- Two Duets per due viole
- Sonata in la maggiore per violoncello e pianoforte, Op. 64
- Two Preludes per corno e pianoforte
- Rhapsody Trio in la minore per violino, violoncello e pianoforte, Op. 80
- Quintetto in do minore per corno e quartetto d'archi, Op. 85
- Sonata per oboe e pianoforte, Op. 85
- Albumleaf per violino e pianoforte
- Melody per violino e pianoforte
- Phantasie-Quintet in re minore per clarinetto basso e quartetto d'archi, Op. 93
- Sonata in mi bemolle maggiore per corno e pianoforte, Op. 101
- Allegretto in sol maggiore per violino (o violoncello) e pianoforte, Op. 105
- Sonata in fa minore perr clarinetto e pianoforte, Op. 109
- Sonata in mi minore per violino e pianoforte, Op. 112
- Trio in 3 Movements in mi minore per violino, violoncello e pianoforte, Op. 118
- Sonata per flauto e pianoforte, Op. 120
- Sonatina per registratore e pianoforte, Op. 121
- Song in fa maggiore per violino e pianoforte
- Bolero in la minore per violino e pianoforte
- Ballade per oboe, corno e pianoforte, Op. 133
- Rhapsody in G minor for viola e pianoforte, Op. 149
- Three Pieces perr viola d'amore e pianoforte, Op. 153
- Poem per viola d'amore e pianoforte
- Piece for Viola in mi bemolle maggiore
- Introduction and Allegro in re minore per viola d'amore e pianoforte
- Two Sketches per violino solo

## Organo
- Melody in sol minore
- Fantasia in sol minore, Op. 136
- Wedding March in fa maggiore

## Pianoforte

### Pianoforte solista
- Spare Moments (libri 1 e 2), Op. 1
- Silhouettes, 7 Morceaux Mignons, Op. 2
- Four Pieces, Op. 3
- Sonata No. 1 in si minore, Op. 6
- Stray Fancies, 4 Little Pieces, Op. 8
- First Rhapsody, Op. 8
- Sonata No. 2 in do diesis minore, Op. 9
- Concert Study No. 1 in sol bemolle maggiore, Op. 9 No. 2
- Rhapsody in ai minore, Op. 10
- Sonata No. 3 in re minore, Op. 12
- Caprice No. 2, Op. 13
- Miniature Suite in do maggiore, Op. 14
- Nocturne
- A Whim No. 2, Op. 19
- Three Pieces, Op. 20
  1. Arabesque
  2. Rêverie d'amour
  3. Bells, An Impression
- Polonaise in fa diesis maggiore No. 2, Op. 26
- Humoresque in sol maggiore
- Concert Study No. 1 in fa maggiore, Op. 32
- Short Sonata in do diesis minore, Op. 35
- Romance No. 1 in sol bemolle maggiore No. 2, Op. 35
- Suite No. 3, Op. 38
- Evening Calm in si diesis maggiore
- Suite Mignonne, suite No. 4, Op. 39
- Curiosity Suite, Suite No. 5, Op. 42
- Three Sketches, Op. 43
- Three Miniatures, Op. 44 (1916)
- Romance No. 2 in fa maggiore, Op. 45
- Twelve Studies, Op. 46
- Ballade No. 1
- Three Serious Dances, Op. 51
- Mood Phases, Op. 52
- Those Children! 5 Impressions, Op. 55
- Fragments from Hans Andersen - Suite for Piano, Part One, Op. 58
- Fragments from Hans Andersen - Suite for Piano, Part Two, Op. 59
- Fragments from Hans Andersen - Suite for Piano, Part Three, Op. 61
- Variations and Fugue on an Unoriginal Theme, Op. 62
- A Cradle Song, Op. 63
- Sonata No. 5 in fa minore, Op. 72
- The Way to Polden (An Ambling Tune), Op. 76
- Capriccio, Op. 77
- Nocturne in la diesis maggiore, Op. 78
- Three Preludes, Op. 81
- Berceuse, Op. 83
- Rêverie in si maggiore, Op. 86
- Ballade No. 2 in la minore, Op. 87
- Three Songs without Words, Op. 94
  1. Song of the Stream
  2. Solitude
  3. The Warning
- Idyll, Op. 97
- Falling Petals No. 1, Op. 98
- Turnstiles, Op. 98 No. 3
- Twelve Easy Impromptus, Op. 99
- Two Pieces, Op. 100
  1. Ripples, A Short Sketch in fa maggiore
  2. Shadows, Prelude in re maggiore
- Prelude in sol minore
- Twenty-Four Preludes in All Major and Minor Keys, Op. 102
- Three Novelettes, Op. 124
- Siciliano and Toccatina, rispettivamente in fa maggiore e in la minore, Op. 128
- Fantasia in sol minore, Op. 132
- Two Intermezzi, Op. 141
- Sonatina, Op. 144
- Four Bagatelles, Op. 147
- Toccata, Op. 155
- Partita, Op. 156
- Sonata No. 6 in si bemolle minore, Op. 160

### Due pianoforti
- Ballade
- Two Pieces, Op. 106
- Sonata No. 2 in mi minore, Op. 107
- Waltz in C, Op. 108
- Arabesque in fa maggiore, Op. 119
- Theme and Variations, Op. 139

### Pianoforte a 4 mani
- Suite in Three Movements, Op. 52 (1918)
- Suite No. 2, Op. 71
- 4 Pieces for Piano Duet, Op. 90
- Suite, Op. 111

## Vocal
- Cordovan Love Song No. 4, Op. 68; testo di George Leveson-Gower
- Four Chinese Lyrics, Op. 48
- The Hidden Treasure; testo di George Leveson-Gower
- If You Should Frown; testo di George Leveson-Gower
- In June; testo di George Leveson-Gower
- Love's Reckoning; testo di George Leveson-Gower
- Love and Death; testo di George Leveson-Gower
- A Moonlight Night; testo di Robert Southey
- Storm Song; testo di George Leveson-Gower
- We Two
- The Wind's an Old Woman No. 1, Op. 75; testo di Wilfrid Thorley